# Kamendaka maculiferens
Kamendaka maculiferens är en insektsart som beskrevs av Van Stalle 1986. Kamendaka maculiferens ingår i släktet Kamendaka och familjen Derbidae. Inga underarter finns listade i Catalogue of Life.